# Skäggaren, Gästrikland
Skäggaren är en sjö i Gävle kommun i Gästrikland och ingår i Hamrångeåns huvudavrinningsområde. Sjön har en area på 0,37 kvadratkilometer och ligger 73,1 meter över havet.

## Delavrinningsområde
Skäggaren ingår i det delavrinningsområde (675370-156082) som SMHI kallar för Utloppet av Läxen. Medelhöjden är 75 meter över havet och ytan är 5,69 kvadratkilometer. Det finns ett avrinningsområde uppströms, och räknas det in blir den ackumulerade arean 10,74 kvadratkilometer. Lillån som avvattnar avrinningsområdet har biflödesordning 2, vilket innebär att vattnet flödar genom totalt 2 vattendrag innan det når havet efter 16 kilometer. Avrinningsområdet består mestadels av skog (66 procent) och sankmarker (20 procent). Avrinningsområdet har 0,49 kvadratkilometer vattenytor vilket ger det en sjöprocent på 8,6 procent.